# 핫 썸머 나이츠
《핫 썸머 나이츠》(영어: Hot Summer Nights)는 2017년 공개된 엘리야 바이넘 감독의 미국 드라마 영화이다. 그의 연출 데뷔작이다. 티모시 샬라메, 마이카 먼로, 알렉스 로, 마이아 미첼, 윌리암 피츠너와 토마스 제인이 출연한다.
이 영화는 2017년 3월 13일 사우스 바이 사우스웨스트에서 초연 되었다. 디렉TV 시네마를 통해 2018년 6월 28일에 개봉되었고, 2018년 7월 27일 A24 배급으로 한정 개봉되었다.

## 줄거리
다니엘 미들턴(티모시 샬라메)은 성년이 되고 코드곶에서 여름을 보낸다.

## 출연진
- 티모시 샬라메 - 다니엘 미들턴 역
- 마이카 먼로 - 매로니야 스트로베리 역
- 토마스 제인 - 프랭크 캘훈 경사 역
- 알렉스 로 - 헌터 스트로베리 역
- 마이아 미첼 - 에이미 캘훈 역
- 에모리 코헨 - 데스 역
- 윌리암 피츠너 - 세프 역
- 잭 케시 - 포니테일 역

## 제작
2015년 3월 26일 엘리야 바이넘은 1991년 코드곶을 배경으로 한 'Hot Summer Nights'라는 제목의 자신의 2013 블랙 리스트 대본으로 감독 데뷔 할 것이라고 발표 되었다. 임페러티브 엔터테인먼트는 브래들리 토마스와 댄 프리드킨이 함께 영화를 제작한다고 발표했다. 2015년 6월 24일, 티모시 샬라메, 마이카 먼로와 알렉스 로가 주연 배우로 캐스팅 되었다. 이후, 마이아 미첼, 윌리암 피츠너와 토마스 제인이 추가로 캐스팅 되었다.

## 개봉
이 영화는 2017년 3월 13일 사우스 바이 사우스웨스트에서 초연 되었다. 2017년 9월 Dire24TV와 디렉TV 시네마가 영화에 대한 배급 권한을 획득했다. 디렉TV 시네마를 통해 2018년 6월 28일에 개봉되었고, 2018년 7월 27일 A24 배급으로 한정 개봉되었다.

### 평가
이 영화는 리뷰 집계 웹사이트 로튼 토마토에서 5 리뷰를 토대로 80%의 지수를 받았다.